# Aphrodite de Cnide
Pour les articles homonymes, voir Aphrodite (homonymie).
L’Aphrodite de Cnide est, avec le Zeus d'Olympie, la statue la plus célèbre de l'Antiquité grecque et romaine . Elle a été réalisée par le sculpteur grec Praxitèle (vers 400-326 avant l'ère commune) et a été mise en place à Cnide, à la suite de la décision des habitants d'en faire l'acquisition. Elle représente la déesse Aphrodite debout, nue, portant la main droite devant son sexe et tenant de la main gauche un vêtement. Les auteurs antiques, Pline et Lucien, ne disent pas qu'elle était une statue de culte. Pline précise qu'elle était « visible de toutes parts », on peut en déduire que la tholos de la villa Hadriana, qui abritait une copie de l'œuvre, reprenait le dispositif originel. Elle est la seconde représentation connue de la nudité féminine complète dans la grande statuaire grecque.
En raison de la disparition de l'original, c'est aussi, aujourd'hui, un type statuaire dont il existe plusieurs centaines de versions antiques qui se rattachent plus ou moins à un original dont on se représente au moins deux versions à partir de ces copies.

## Témoignages littéraires
Le type est connu de nombreux témoignages littéraires, au premier rang desquels celui de Pline l'Ancien :

« Nous avons cité parmi les statuaires l'âge de Praxitèle qui se surpassa lui-même dans la gloire du marbre. Ses œuvres se trouvent à Athènes au Céramique, mais au-dessus de toutes les œuvres, non seulement de Praxitèle, mais de toute la terre, il y a la Vénus ; beaucoup ont fait le voyage à Cnide pour la voir. »

Selon la tradition antique, le sculpteur prend pour modèle sa maîtresse, la célèbre courtisane Phryné, après qu'elle s'est baignée nue dans la mer lors des Éleusinies — le peintre Apelle peignant de son côté la Vénus anadyomène. Praxitèle réalise en fait deux statues d'Aphrodite, l'une vêtue et l'autre nue. Les citoyens de Cos achètent la première, jugée « pudique et sévère » tandis que ceux de Cnide acquièrent la seconde qui, placée dans un temple qui, grâce à une seconde porte, permet de l'observer de face comme de dos, devient beaucoup plus célèbre que l'autre dès l'Antiquité. Plusieurs anecdotes fameuses racontent comment Cnide refuse ensuite une offre d'achat pourtant très généreuse et comment un jeune homme, tombé amoureux de la statue, tente de s'y unir après s'être caché dans le sanctuaire. Plusieurs épigrammes de l’Anthologie grecque brodent sur le même thème :
« Cypris voyant Cypris à Cnide, s'écria

Hélas, hélas ! Où Praxitèle m'a-t-il vue nue ! »

## Variantes connues et description

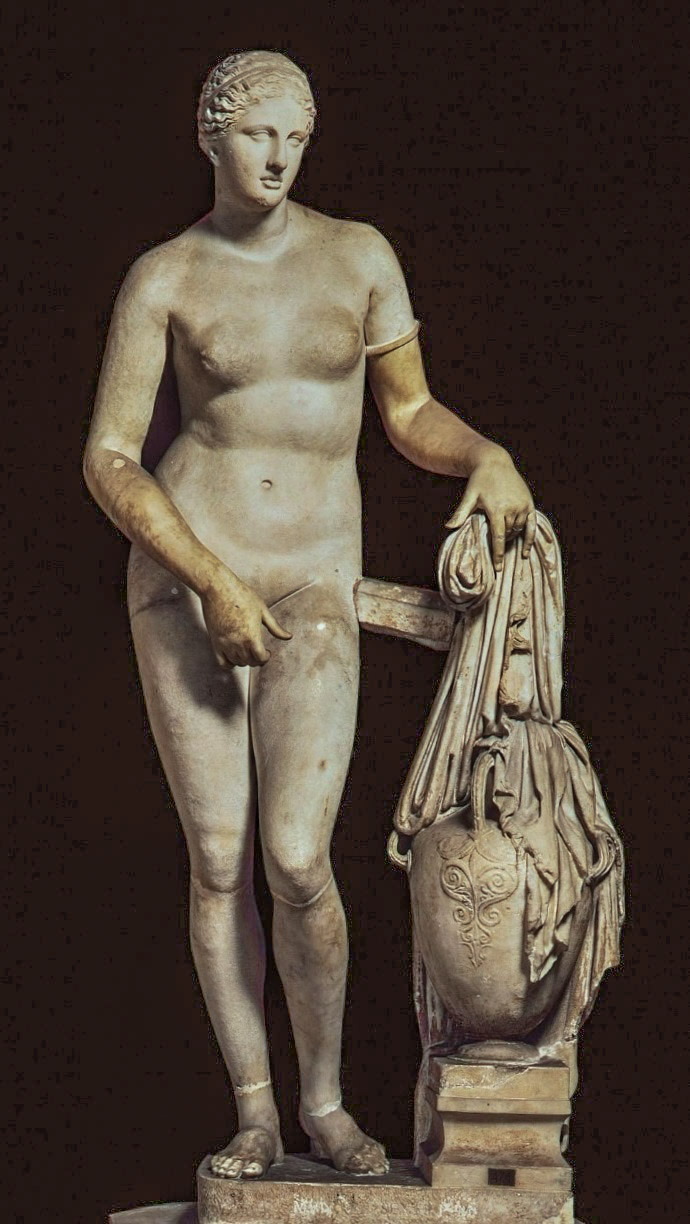
« Aphrodite Colonna ». Réplique de l'Aphrodite de Cnide. H. 2,4 m sans la plinthe. Restaurations : « main et avant-bras droit, bras gauche; la tête n'a pas été replacée dans sa position originelle »[12]. Musée Pio Clementino.
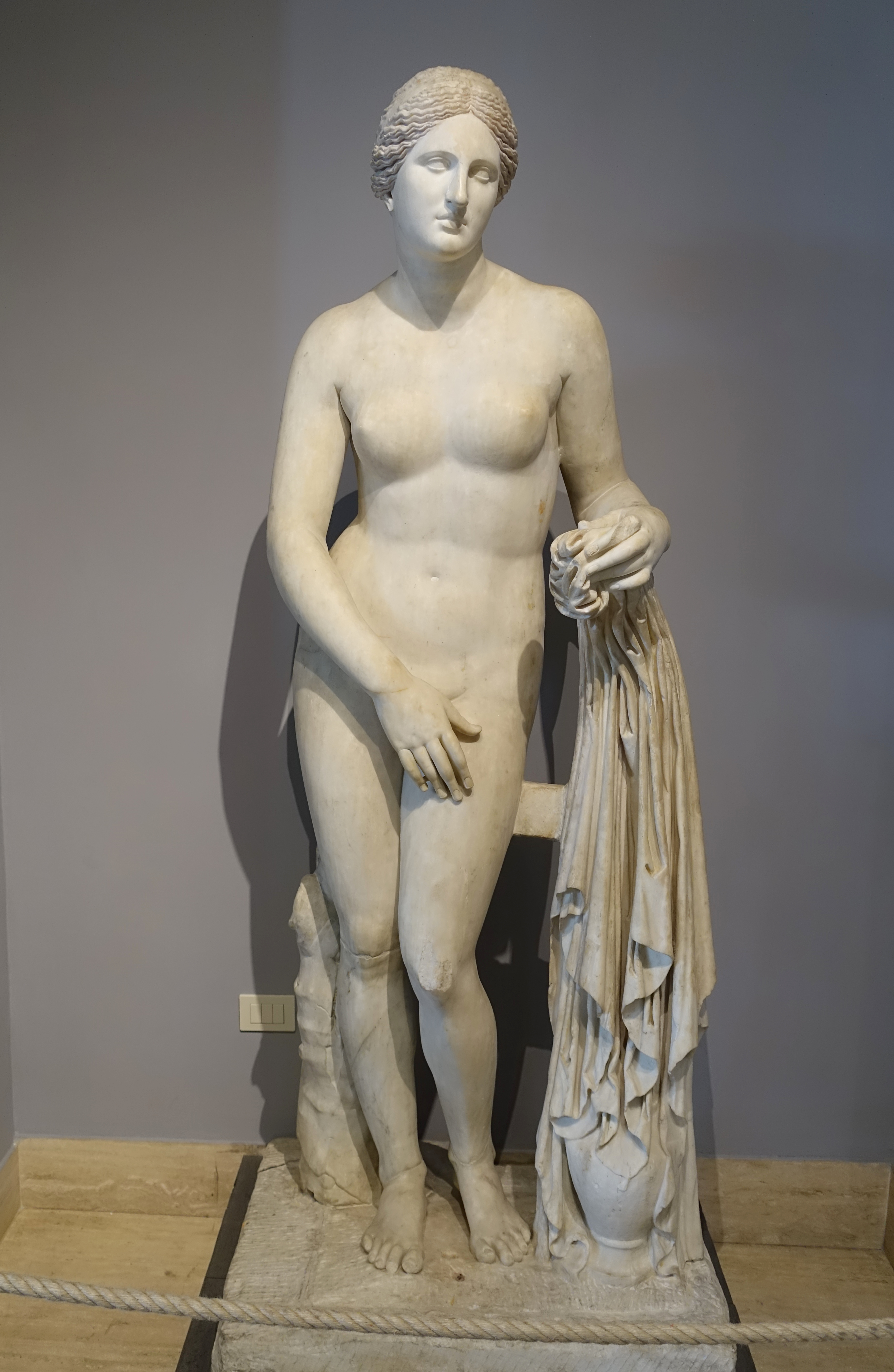
Statue du type de l'Aphrodite de Cnide dite « Vénus du Belvédère ». Époque romaine impériale. Musée Pio-Clementino[13].
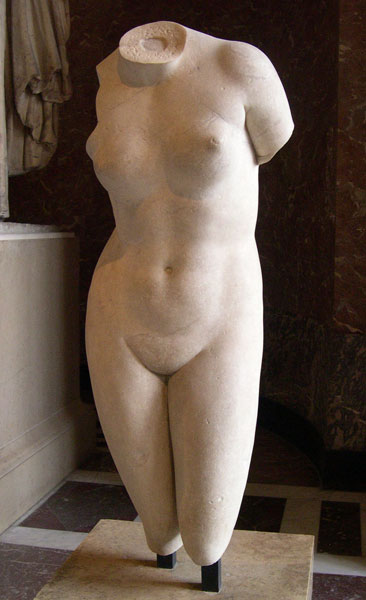
Torse du type de l'Aphrodite de Cnide. Copie romaine d'époque impériale, marbre, IIe siècle de notre ère. Louvre MA 2181.
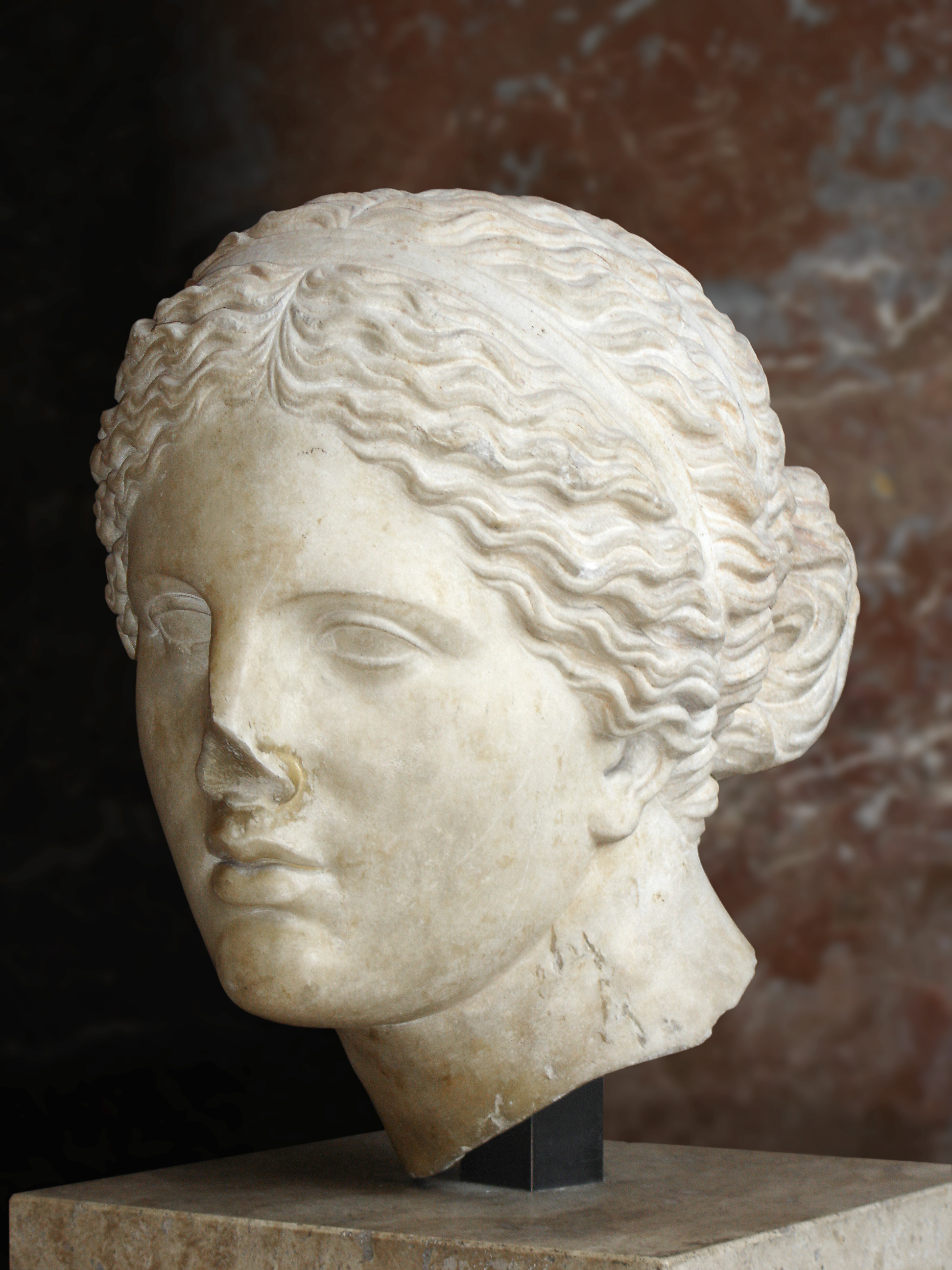
Tête en marbre du type de l'Aphrodite de Cnide, dite « Tête Borghèse ». H. conservée : 33,5 cm. Copie romaine d'époque impériale, Louvre (Ma 421 = MR 675)[14].
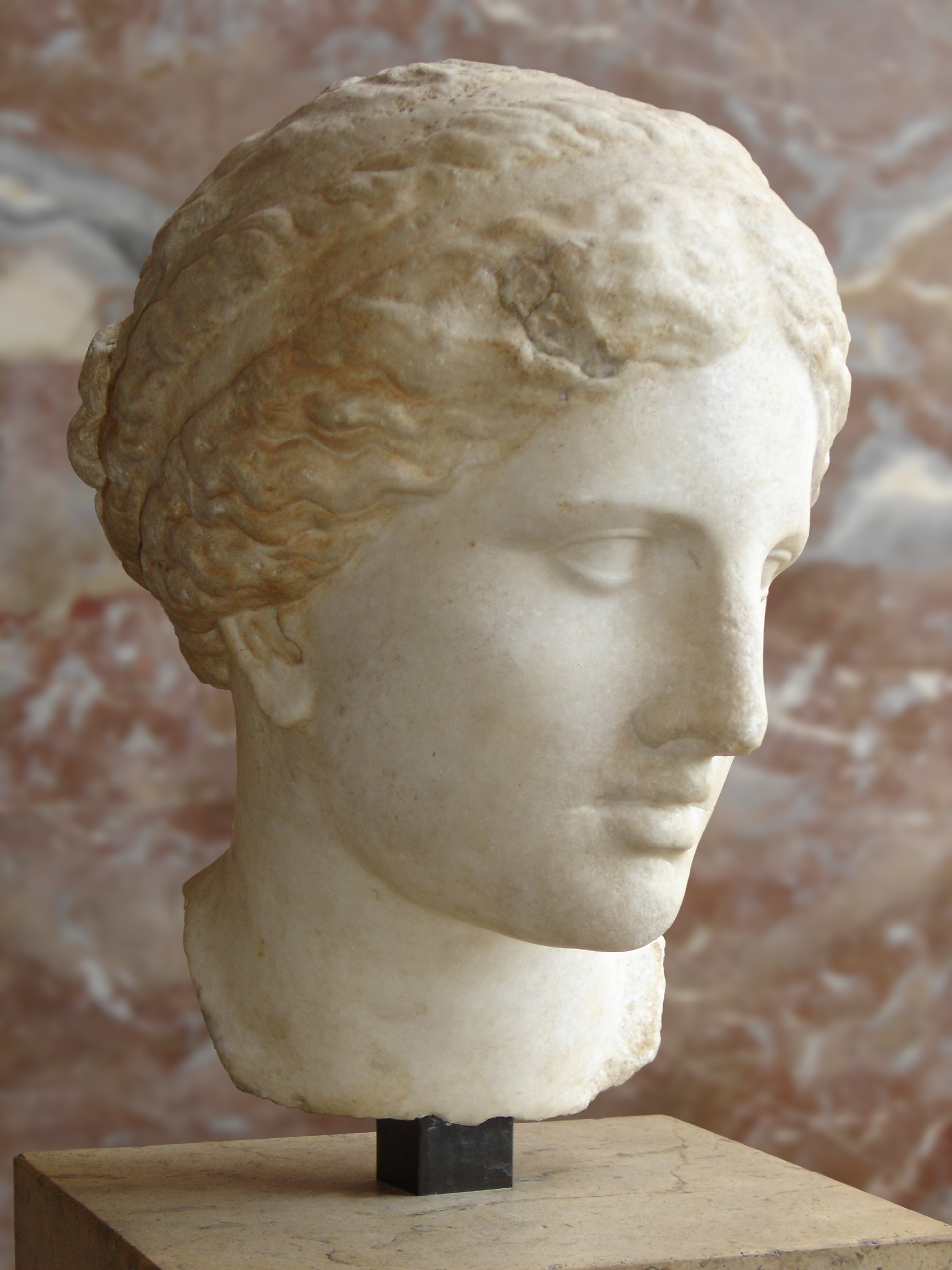
Tête féminine du type de l'Aphrodite de Cnide, dite Tête Kaufmann. Marbre d'Asie Mineure, v. 150 AEC. H. 35 cm. Louvre MA 3518.

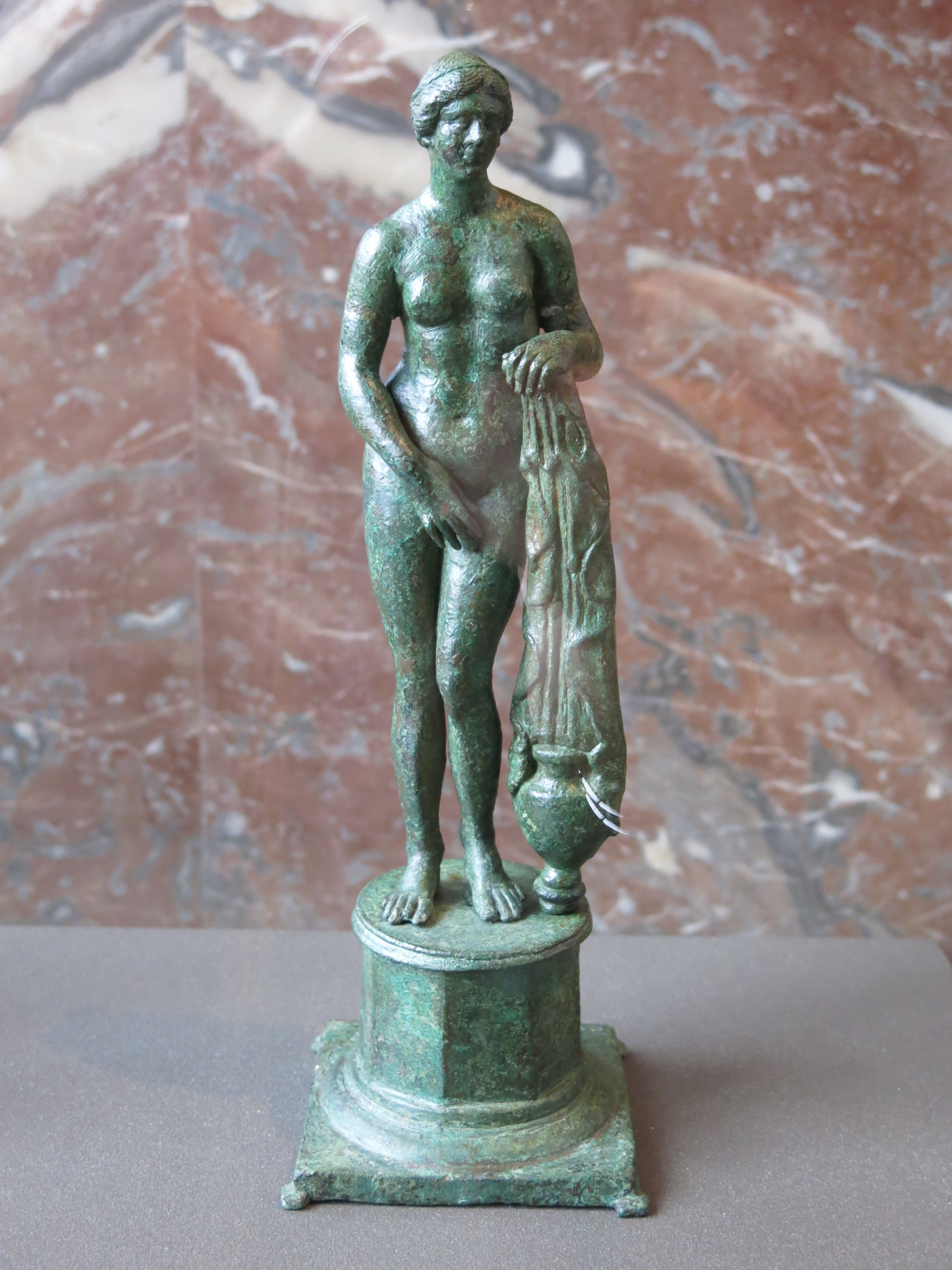
Réplique de l'Aphrodite de Cnide ; type dit du Belvédère, avec l'hydrie posée sur le sol. Bronze, H. 30,5 cm. Époque impériale. Louvre Br 4419.

L'Aphrodite de Cnide est connue par de très nombreuses répliques. On les regroupe généralement en deux grandes familles : le type « inquiet », où la déesse, surprise, cherche à se dissimuler et le « type serein », où la déesse semble plutôt désigner son sexe que le cacher. Du type « inquiet », les meilleures copies sont l’Aphrodite Braschi et la Vénus du Belvédère, trouvée on ne sait où, puis achetée par un pape, et moulée en bronze à la demande du roi de France François Ier. Toutes deux sont conservées au musée Pio-Clementino, au Vatican. Toutes deux ont été restaurées et complétées. Ainsi, la Vénus du Belvédère, en marbre grec (du Pentélique ?), tandis que les ajouts, dont la jambe droite et le tronc d'arbre, sont en marbre veiné de gris. On peut donc distinguer les parties antiques des ajouts modernes.
La déesse entre ou sort de son bain rituel, posant ou prenant son manteau. Elle fait, selon certains, un geste de pudeur, recouvrant son sexe de la main droite. À moins que, loin de toute inquiétude et de pudeur, calme, elle ne soit « sûre de son invulnérabilité comme de son pouvoir redoutable : la nudité qui fragilise les mortelles accroît au contraire la puissance de la déesse de l'amour ». Une puissance accrue par la purification du bain. Le geste de la main reprendrait le geste conventionnel depuis les premières sculptures d'Aphrodite, en Crète au VIIe siècle, proche de l'image d'Astarté, et devait être regardé « comme un geste qui oriente le regard et désigne la source de sa souveraineté » (Alain Pasquier). Les épaules sont plus étroites, légèrement penchées vers l'avant, la poitrine menue, les genoux plus resserrés, les hanches plus larges, les jambes fuselées que dans les images antérieures. Les chairs sont traitées avec sensualité. Le visage frappe par son ovale très allongé et entièrement régulier. Le front est défini par un triangle, les arcades sourcilières forment un arc de cercle très régulier vers le nez, les yeux sont doux, la bouche petite et sensuelle. La statue, bidimensionnelle, pouvait être observée de face ou de dos. La sensualité de la déesse devait être accentuée par la peinture, réalisée par le peintre Nicias. Celui-ci utilisait, selon Pline l'Ancien, « la technique de la circumlitio, où les effets d'ombre et de lumière étaient particulièrement travaillés ».
Si la sensualité est très marquée, et encore plus par sa nudité nouvelle, la statue reste néanmoins une statue divine — « dont aucun texte ne nous dit qu'il s'agit d'une statue de culte » — puisque la sensualité est l'attribut de la déesse. Elle était placée au centre de la tholos qui constituait son temple, afin de pouvoir être vue de tous côtés.
Les fouilles d'un bâtiment rond à Cnide s'avèrent être d'époque hellénistique.

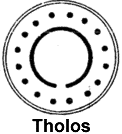
Dessin schématique d'une tholos.